# 十字航空3597号班机空难
十字航空3597号班机空難发生于2001年11月24日，失事飞机是一架英国宇航Avro RJ100支线客机，注册编号HB-IXM，由德国柏林－泰格尔奥托·利林塔尔机场飞往瑞士的苏黎世机场，在准备降落时失事坠机。机上载有28名乘客和5名机组人员，最终24人遇难，9人受伤。

## 資料
失事客机于欧洲中部时间21时01分于德国柏林－泰格尔奥托·利林塔尔机场起飞，将于1小时后到达苏黎世，当时的低云天气导致能见度较低。航管员要求机长降落在28号跑道。22时07分，客机在距离巴赛斯多夫的山林间坠毁并且起火，坠机地点距离苏黎世机场跑道约4公里（2.5英里）。机上33名乘客和机组人员中仅2名乘务员和7位乘客幸存，2名机师在坠机事故中患难。遇难者中有德国的欧陆舞曲组合“红唇（La Bouche）”成员Melanie Thornton，以及另一个德国欧陆舞曲组合“百香果（Passion Fruit）”中的两个成员Maria Serrano-Serrano和Nathaly van het Ende。“百香果”的另一名成员Debby St. Marteen以及他们的经纪人幸存。

## 事故调查
调查断定，飞机坠毁在巴赛斯多夫的原因是因为机长汉斯·奥里奇·鲁兹（Hans Ulrich Lutz）没有进行目视联系看到进场灯而持续下降，以至於飞行高度最终低于最低下降高度（MDA），而两位机师都没有阻止飞机持续在低于最低下降高度航行。调查还发现机長在事故前的飞行中曾经未能正确进行正确的导航和降落步骤，但是航空公司没有采取任何措施。
调查报告表明其他因素也可能促成了这场事故的发生：机师所使用的杰普逊航图并没有标出飞机失事坠毁的山脉；尽管机场附近多山但是跑道并没有配备最低安全高度警告（MSAW）系统，这个系统会在飞机的飞行高度过低时发出警示；苏黎世机场检测28跑道能见度的设备未能正确运行，导致即使是按照当时的最低能见度标准，在28跑道使用标准进场方式也应该是不允许的。

## 相关纪录片
- 《空中浩劫》第10季“Cockpit Failure”。